# Општина Детелинара
Општина Детелинара је бивша градска општина Новог Сада. Постојала је од 1980. до 1989. године. 

## Положај општине
Општина се налазила у северозападном делу данашњег општинског подручја града Новог Сада, између градске општине Подунавље (на југозападу), градске општине Лиман (на југу), градске општине Стари Град (на југоистоку), градске општине Славија (на истоку), општине Врбас (на северу) и општине Бачки Петровац (на западу).

## Насеља
Општина је обухватала четири насељена места:
- Нови Сад (северозападни део)
- Руменка
- Кисач
- Степановићево

У делу Новог Сада који се налазио у саставу општине биле су следеће градске четврти:
- Детелинара (седиште општине)
- Авијатичарско Насеље
- Сајмиште
- Банатић
- Индустријска зона југ (Радна зона север 2)
- Индустријска зона север (Радна зона север 1)
- Римски Шанчеви

## Етнички састав
Према попису из 1981. године, у општини Детелинара је живело 47.760 становника, од чега: 
- Срба = 26.323
- Југословена = 5.615
- Мађара = 5.079
- Хрвата = 1.617

Српско становништво је преовлађивало у три насељена места општине (Новом Саду, Руменци, Степановићеву), док је у Кисачу преовлађивало словачко становништво. 

## Историјат
Градска заједница Новог Сада са седам општина (Стари град, Подунавље, Лиман, Славија, Петроварадин, Детелинара, Сремски Карловци) основана је Законом о изменама и допунама Закона о утврђивању територија општина, који је скупштина САП Војводине донела 1. јула 1980. године.
Оснивање више општина требало је да омогући грађанима да лакше и непосредније остварују своја права, да се ефикасније управља подручјем и обезбеђује сигурнији развој, у привредном, саобраћајном, здравствено-социјалном и посебно комуналном погледу, као и да се унапређује друштвени, просветно-културни и спортски живот. 
Општине су имале своје биране скупштине и извршна већа, а такође и секретаријате за привреду, саобраћај, комуналне делатности, просвету, културу, здравство, итд. Општина Детелинара је, као и друге општине у Градској заједници, функционисала до 31. децембра 1989, када је новим законом та административно-територијална подела укинута, а од засебних градских општина формирана је јединствена општина Нови Сад.

## Привреда
У саставу општине налазиле су се три градске индустријске зоне (Индустријска зона југ, Индустријска зона север и Римски Шанчеви), у оквиру којих су постојала значајна предузећа, као што су „Новкабел“, „Новосадска млекара“, "27. март“, „Аутокаросерија“, „Албус“, „Неопланта“, „ХИНС“, итд. На подручју општине био је лоциран и Новосадски сајам.

## Образовање и здравство
Поред неколико основних школа, у саставу општине су деловале и три средње школе: машинска, техничка и школа за дизајн. На територији општине су постојале и значајне здравствене установе, укључујући Покрајинску болницу, Дечју болницу и породилиште. 

## Спорт
На територији општине деловао је фудбалски клуб Нови Сад, а у саставу општине је постојао и спортски центар „Сајмиште“.

## Саобраћај
У оквиру општине налазиле су се градска железничка и аутобуска станица.